# Turpial de l'illa de Montserrat
El turpial de l'illa de Montserrat (Icterus oberi) és un ocell de la família dels ictèrids (Icteridae).

## Hàbitat i distribució
Habita la selva pluvial i el camp obert amb arbres dispersos de l'illa de Montserrat, a les Antilles.